# Термосома

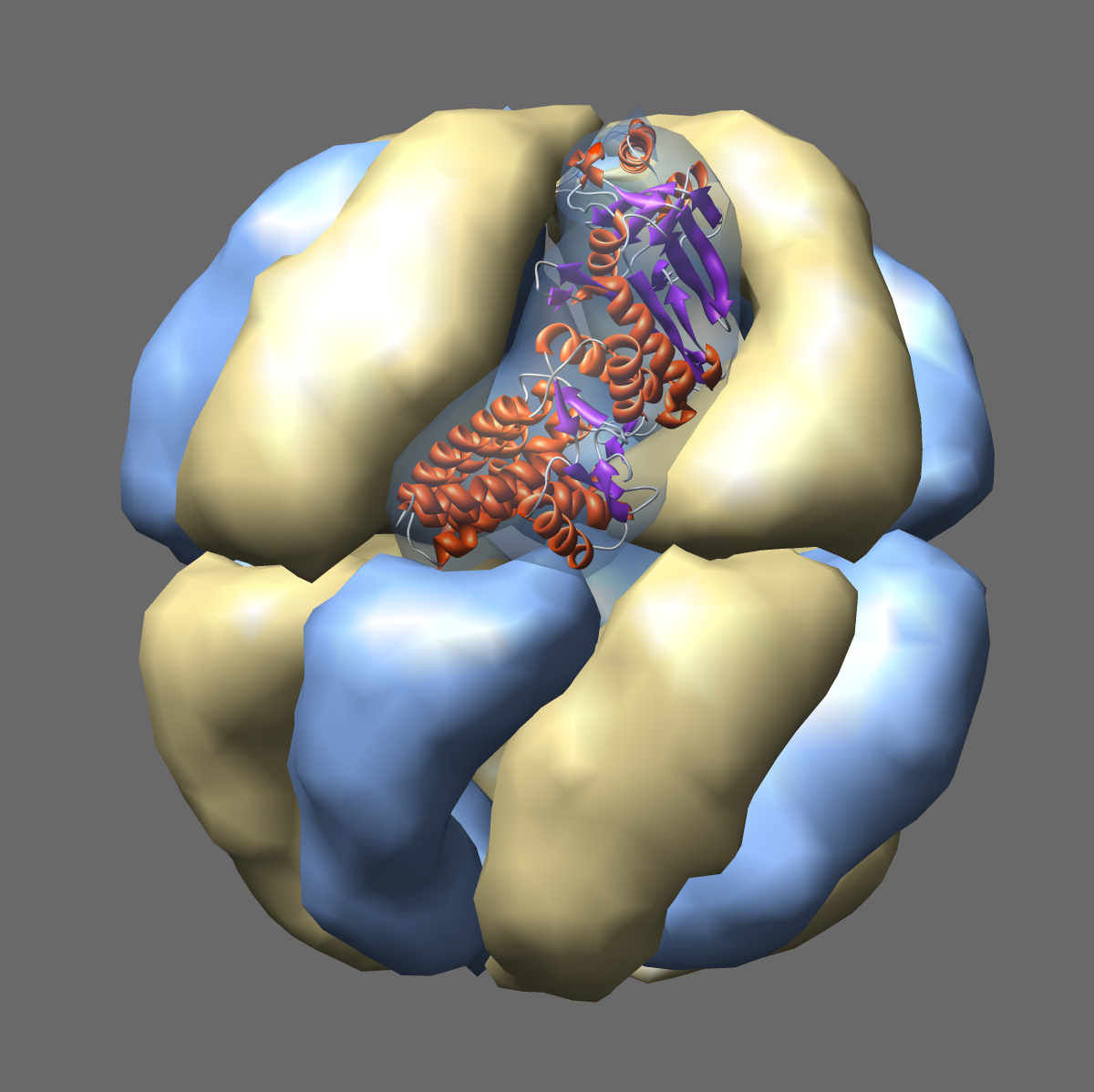
Термосома из Thermoplasma acidophilum

Термосома — белковый комплекс, выполняющий функцию шаперона у архей. Гомолог у эукариотических шаперонов CCT/TRiC, обладает характерной (αβ)4(αβ)4 укладкой полипептидных цепей. Эукариотическая термосома состоит из восьми разных белковых субъединиц, а термосома архей — из одного, двух или трёх типов субъединиц. Комплекс имеет сферическую форму и обладает слабой АТФазной активностью. Используя энергию гидролиза АТФ, термосома открывает вход в свою центральную полость, в которой могут связываться денатурированные полипептиды. Для диссоциации связанного субстрата также используется энергия АТФ.

## Внушные ссылки
- MeSH thermosome